# Square Electronic Arts
 (janvier 2015).
Si vous disposez d'ouvrages ou d'articles de référence ou si vous connaissez des sites web de qualité traitant du thème abordé ici, merci de compléter l'article en donnant les références utiles à sa vérifiabilité et en les liant à la section « Notes et références ».
Square Electronic Arts L.L.C., également connue sous le nom de Square EA, était une société en participation entre les développeurs de jeu vidéo de console Square et Electronic Arts.
Annoncé le 27 avril 1998, Square EA a été fondé dans la Mesa Costa en Californie et a opéré sous la supervision du président de Square et du directeur général Jun Iwasaki. Cette société était chargée de la publication et de la commercialisation de tous les jeux produits par Square en Amérique du Nord. Inversement, Square Electronic Arts, K.K., créée en même temps et basée au Japon, était chargée de la publication et de la commercialisation des jeux produits par Electronic Arts en Asie. Aux termes de leur accord, Electronic Arts possédait 30 pour cent de Square EA et Square possédait 30 pour cent de EA Square.
EA Square a eu un grand succès, et pendant ses cinq ans d'existence, il a vendu un nombre très important de titres Square sur le marché américain. Square EA, a un peu moins bien réussi dans sa bataille pour se placer sur le marché des jeux vidéo asiatiques.
En 2003, les deux sociétés rivales Square et Enix ont fusionné pour devenir Square Enix.